# Eliminators
Eliminators ist ein US-amerikanisch-britischer Action-Thriller aus dem Jahr 2016.

## Handlung
Der frühere FBI-Agent Thomas McKenzie, der jetzt den Namen Martin Parker trägt, lebt mit seiner achtjährigen Tochter Carly in einem Zeugenschutzprogramm in London. Thomas hatte verdeckt im Verbrechersyndikat des amerikanischen Waffenhändlers Charles Cooper gearbeitet. Dort verliebte er sich unfreiwillig in dessen Tochter, die er später heiratete. Sie kam bei einem Autobombenanschlag ums Leben und Cooper macht Thomas dafür verantwortlich.
Eines Nachts brechen drei bewaffnete Einbrecher in ihr Haus in London ein und suchen nach Kokain. Nach einem brutalen Kampf tötet Thomas die Einbrecher. Er ruft seine ehemalige Kollegin Gail Callister, nun bei der US-Botschaft tätig, an. Während des Kampfes erlitt er Kopfverletzungen und fällt während des Telefonats in Ohnmacht. Als er aufwacht, liegt er gefesselt an einem Krankenhausbett. Er wird als Mörder der drei Einbrecher verurteilt. Stacey ist nun für ihn verantwortlich. Auch Cooper hat erfahren, dass Thomas mit seiner Tochter in London festgehalten wird, und beauftragt den Auftragsmörder George Bishop Edwards.
Ein alter Freund von Thomas, Ray Monroe, ruft ihn an, um ihn die Situation zu schildern. Während der Gefangenenübergabe kommt es erneut zu einem brutalen Kampf mit drei Polizisten und Thomas kann aus dem Krankenhaus entkommen. Schnell findet Thomas heraus, um wen es sich handelt. Thomas schafft es in einem Taxi zu fliehen. Dank Ray ist Thomas seinem Verfolger immer einen Schritt voraus, allerdings bleibt Bishop den beiden auf den Fersen. Nun allerdings dreht Thomas den Spieß um, spürt Bishop rechtzeitig auf und kann ihn mit einer Waffe bedrohen. Während Thomas ihn versucht auszuquetschen, kann dieser ihn entwaffnen und es kommt zum finalen Zweikampf. Thomas kann ihn erfolgreich abwehren und ins Wasser werfen.
Nun konfrontiert Thomas Cooper und seine Lebensgefährtin Hannah, die seine Tochter entführt haben. Nachdem er die beiden getötet hat, kann er Carly schließlich befreien und retten.

## Hintergrund
Der Film entstand überwiegend in und um London wie dem Smithfield Market oder der London Cable Car. Allerdings wurden einige Szenen in Budapest gedreht.

## Kritik
„Körperbetonter Actionfilm, der keinen Wert auf Raffinesse in Story und Inszenierung legt. Selbst in seinen redundanten Prügelszenen wenig einfallsreich, sodass jeder Ansatz von Spannung rasch versiegt.“

„Wer keine gewitzte Story oder richtige Spannung erwartet, bekommt hier immerhin anständig gefilmte Randale geboten. Fazit: Cool choreografierte Fights mit Plotbeilage.“

Der Leinwandreporter bemängelt, dass „die meisten Figuren den Tiefgang von Pappaufstellern haben“. Die schauspielerische Leistung von James Cosmo wird gelobt, Scott Adkins wird als glaubwürdig und Wade Barrett als „hölzern“ bewertet.